# Lifelover
A Lifelover svéd metalegyüttes volt. 2005-ben alapította Stockholmban Jonas Bergqvist és Kim Carlsson. 2011 szeptemberében feloszlottak, mivel Bergqvist elhunyt.
A zenekar "depresszív black metalt" játszott, de a black metal, post-punk, dark ambient, doom metal és gothic rock stílusok elemeit is vegyítették. Maga az együttes "narkotikus metal" névvel illette stílusát.
Pályafutásuk alatt egy demót, egy EP-t és négy stúdióalbumot adtak ki.
Jonas Bergqvist ("B.") 2011-ben álmában elhunyt, miután túladagolta magát a receptre írt gyógyszereivel. A hivatalos boncolási jelentés "mérgezés és túladagolásként" írta le a halál okát. Az együttes további tagjai nem folytatták nélküle, mivel ő volt a fő dalszerző és zeneszerző. Utolsó koncertjeiket Belgiumban és Németországban tartották. 2015-ben tartottak még egy koncertet, tizedik évfordulójuk alkalmából. A koncert Québec-ben zajlott. Ez volt az első észak-amerikai koncertjük.
Jonas "B" Bergqvistet egy férfi, akit gyűlölt, "életszeretőnek" nevezte, innen kapták a nevüket. Korábbi dobosuk, Joel "Non" Malmén hozzátette, hogy "mi mindannyian életszeretők vagyunk".

## Tagok
- Jonas "B" Bergqvist - ének, gitár, basszusgitár, zongora, szövegírás (2005-2011, 2011-ben elhunyt)[8]
- Kim "( )" Carlsson – ének, gitár, szövegírás
- Henrik "H." Huldtgren – gitár
- Felix "Fix" Öhlén – basszusgitár
- Johan "1853" Gabrielson - további ének, szövegírás[9]
- Rickard "LR" Öström - további ének, szövegírás[10]
- Fredrik Kral – dob

Korábbi tagok
- Joel "Non" Malmén – dob, ének (2009–2010)

## Diszkográfia
- Pulver (2006)
- Erotik (2007)
- Konkurs (2008)
- Sjukdom (2011)

EP-k
- Dekadens (2009)

Demók
- Promo 2005 (2005)